# Nové Sedlo u Lokte
Nové Sedlo u Lokte – stacja kolejowa w miejscowości Nové Sedlo, w kraju karlowarskim, w Czechach. Znajduje się na wysokości 435 m n.p.m.
Jest zarządzana przez Správę železnic. Na stacji nie ma możliwości zakupu biletów, a obsługa podróżnych odbywa się w pociągu.

## Linie kolejowe
- 140 Chomutov - Karlovy Vary - Cheb
- 144 Nová Role - Chodov - Loket - Krásný Jez